# Michelle Wu
Michelle Wu (chinês: 吳 弭) é uma advogada e política americana que integra o Conselho Municipal de Boston e é atual prefeita da cidade de Boston. Filha de imigrantes taiwaneses, ela é a primeira mulher asiático-americana a servir no conselho. Eleita pela primeira vez em 2013, Wu faz parte do Conselho Municipal de Boston desde janeiro de 2014. De janeiro de 2016 a janeiro de 2018, ela serviu como presidente do conselho - a primeira mulher não branca a ocupar esse cargo. Em setembro de 2020, Wu anunciou sua candidatura para a eleição para prefeito de Boston em 2021.
Em novembro de 2021, Wu se tornou a primeira mulher e a primeira asiático-americana a ser eleita diretamente como prefeita de Boston.
Wu é considerada uma política progressista e protegida por Elizabeth Warren, que foi professora da faculdade de direito onde Wu estudou. Mais tarde ela trabalhou na campanha de Warren para o Senado dos Estados Unidos em 2012.
No Conselho Municipal de Boston, Wu foi a autora de uma série de decretos que foram promulgados: impedindo a cidade de contratar seguradoras de saúde que discriminem em sua cobertura contra indivíduos transgêneros, protegendo zonas úmidas e apoiando a adaptação às mudanças climáticas, decretando a proibição de sacolas plásticas, a adoção da Community Choice Aggregation e a concessão de licença parental remunerada aos funcionários municipais. Ela também pressionou por um esforço bem-sucedido para implementar regulamentações sobre aluguéis de curto prazo.
Wu defendeu a reforma do sistema de licenciamento e zoneamento da cidade, incluindo a abolição da Agência de Planejamento e Desenvolvimento de Boston, que ela afirma ser excessivamente politizada e carente de transparência. Ela também defendeu o transporte público gratuito. Wu falou a favor da "desmilitarização" do Departamento de Polícia de Boston e do estabelecimento de um sistema desarmado de resposta a crises de segurança da comunidade que assumiria a responsabilidade por ligações não violentas para o 9-1-1. Wu propôs um "Green New Deal" municipal para Boston.

## Primeiros anos
Wu nasceu no lado sul de Chicago, Illinois, filha de pais que imigraram de Taiwan para os Estados Unidos. Ela é a mais velha de quatro filhos. Sua primeira língua é o mandarim. Os pais de Wu acabaram se divorciando.
Wu se formou na Barrington High School em 2003, onde foi a oradora da turma. Em 2003, ela foi selecionada como bolsista presidencial dos EUA de Illinois. Wu mudou-se para a área de Boston para cursar a faculdade na Universidade de Harvard, onde se concentrou em economia e se formou em 2007. Ela se formou na Harvard Law School em 2012.

## Vida pessoal
Quando Wu tinha vinte e poucos anos, morava em Boston e trabalhava para o Boston Consulting Group, sua mãe desenvolveu uma doença mental grave e foi diagnosticada com esquizofrenia. Wu voltou para a casa da família nos subúrbios de Chicago para cuidar da mãe e criar seus dois irmãos mais novos. Ela abriu uma casa de chá, esperando que sua mãe pudesse se recuperar o suficiente para administrá-la. Ela também garantiu atendimento médico para sua mãe. Mais tarde, depois de se mudar de volta para Boston com sua mãe e irmã, ela se tornou a guardiã legal de seu irmão mais novo e entrou na faculdade de direito. Ela vê isso como o ponto de virada de sua vida.
Wu se casou com Conor Pewarski em setembro de 2012. Eles moram no bairro de Roslindale, em Boston, com seus dois filhos e a mãe dela.